# Critics' Choice Award al miglior film per famiglie
Il Critics' Choice Award al miglior film per famiglie (Broadcast Film Critics Association Award for Best Family Film) era un premio cinematografico assegnato dal 1996 al 2008, nel corso dei Critics' Choice Awards (in precedenza noti anche come Broadcast Film Critics Association Award).

## Vincitori e candidati
I vincitori sono indicati in grassetto.

### Anni 1990
- 1996: Babe - Maialino coraggioso (Babe), regia di Chris Noonan
- 1997
  - L'incredibile volo (Fly Away Home), regia di Carroll Ballard
  - La carica dei 101 - Questa volta la magia è vera (101 Dalmatians), regia di Stephen Herek
- 1998: Anastasia, regia di Don Bluth e Gary Goldman
- 1999: A Bug's Life - Megaminimondo (A Bug's Life), regia di John Lasseter

### Anni 2000
- 2000: Cielo d'ottobre (October Sky), regia di Joe Johnston
- 2001
  - Il mio cane Skip (My Dog Skip), regia di Jay Russell
  - Il Grinch (Dr. Seuss' How the Grinch Stole Christmas), regia di Ron Howard
  - The Family Man, regia di Brett Ratner
  - Il sapore della vittoria - Uniti si vince (Remember the Titans), regia di Boaz Yakin
- 2002
  - Harry Potter e la pietra filosofale (Harry Potter and the Philosopher's Stone), regia di Chris Columbus
  - Big Mama (Big Momma's House), regia di Raja Gosnell
  - Pretty Princess (The Princess Diaries), regia di Garry Marshall
  - Spy Kids, regia di Robert Rodriguez
- 2003
  - Harry Potter e la camera dei segreti (Harry Potter and the Chamber of Secrets), regia di Chris Columbus
  - Un sogno, una vittoria (The Rookie), regia di John Lee Hancock
  - Tuck Everlasting - Vivere per sempre (Tuck Everlasting), regia di Jay Russell
- 2004
  - La maledizione della prima luna (Pirates of the Caribbean: The Curse of the Black Pearl), regia di Gore Verbinski
  - Holes - Buchi nel deserto (Holes), regia di Andrew Davis
  - Peter Pan, regia di P. J. Hogan
  - Quel pazzo venerdì (Freaky Friday), regia di Mark Waters
  - La ragazza delle balene (Whale Rider), regia di Niki Caro
- 2005
  - Neverland - Un sogno per la vita (Finding Neverland), regia di Marc Forster
  - Harry Potter e il prigioniero di Azkaban (Harry Potter and the Prisoner of Azkaban), regia di Alfonso Cuarón
  - Lemony Snicket - Una serie di sfortunati eventi  (Lemony Snicket's A Series of Unfortunate Events), regia di Brad Silberling
  - Miracle, regia di Gavin O'Connor
  - Spider-Man 2, regia di Sam Raimi
- 2006
  - Le cronache di Narnia - Il leone, la strega e l'armadio (The Chronicles of Narnia: the Lion, the Witch & the Wardrobe), regia di Andrew Adamson
  - La fabbrica di cioccolato (Charlie and the Chocolate Factory), regia di Tim Burton
  - Dreamer - La strada per la vittoria (Dreamer: Inspired By a True Story), regia di John Gatins
  - Harry Potter e il Calice di Fuoco (Harry Potter and the Goblet of Fire), regia di Mike Newell
- 2007
  - La tele di Carlotta (Charlotte's Web), regia di Gary Winick
  - Una parola per un sogno (Akeelah and the Bee), regia di Doug Atchison
  - High School Musical, regia di Kenny Ortega
  - Lassie, regia di Charles Sturridge
  - Pirati dei Caraibi - La maledizione del forziere fantasma (Pirates of the Caribbean: Dead Man's Chest), regia di Gore Verbinski
- 2008
  - Come d'incanto (Enchanted), regia di Kevin Lima
  - La musica nel cuore (August Rush), regia di Kirsten Sheridan
  - La bussola d'oro (The Golden Compass), regia di Chris Weitz
  - Hairspray - Grasso è bello (Hairspray), regia di Adam Shankman
  - Harry Potter e l'Ordine della Fenice (Harry Potter and the Order of the Phoenix), regia di David Yates